# Sociedade Esportiva São Valério
A Sociedade Esportiva São Valério é um clube brasileiro de futebol feminino, sediado na cidade de São Valério da Natividade, no estado do Tocantins. O clube foi fundado em 2018 e já em sua primeira participação no Torneio Interestadual de Futebol Feminino conquistou o título e obteve direito de participar da Série A-2 do Brasileiro Feminino de 2019, no ano seguinte. Faturou novamente a competição e disputou a Série A-2 de 2020.

## Títulos

### Estaduais
- Torneio Interestadual: 2 vezes (2018[1] e 2019[2])

## Participações
|  | Participações em 2019 |

#### Competições oficiais
| Competição | Competição                      | Temporadas | Melhor campanha       | Estreia | Última |
| Tocantins  | Torneio Interestadual           | 2          | Campeão (2018 e 2019) | 2018    | 2019   |
| Brasil     | Campeonato Brasileiro Série A-2 | 1          | Fase de Grupos (2019) | 2019    | 2019   |